# Lasiorhinus

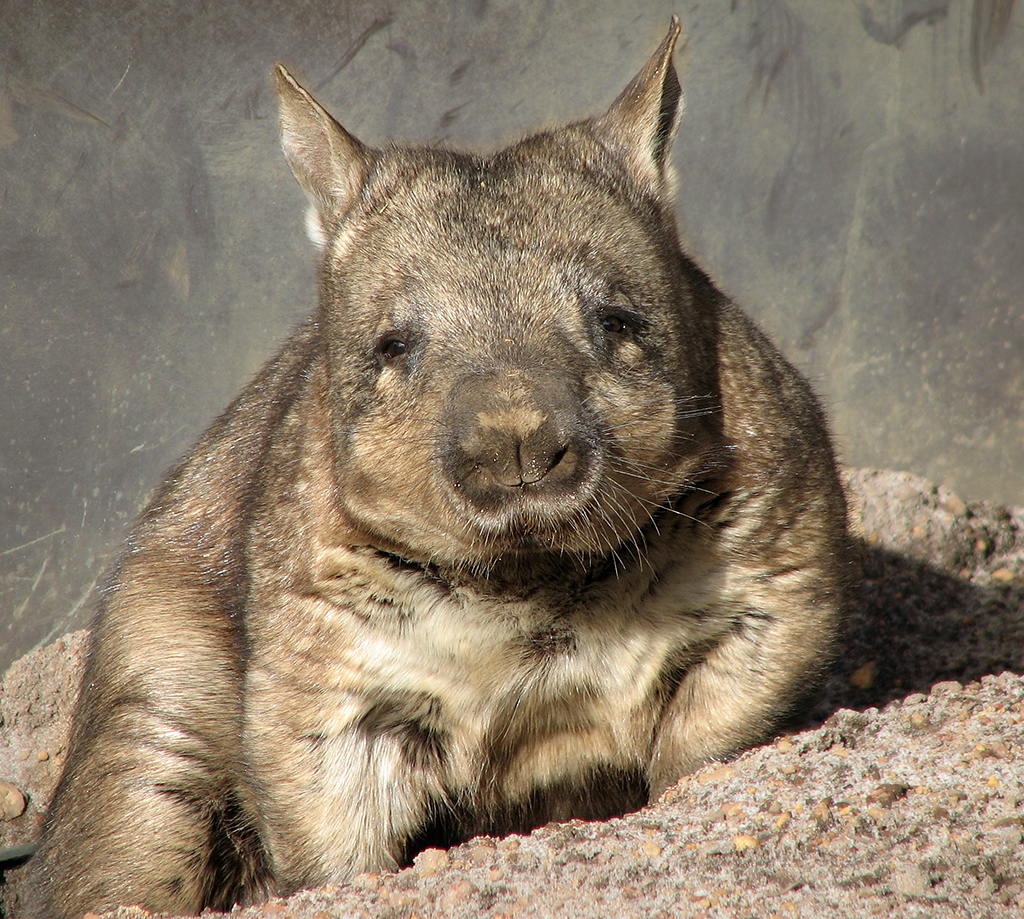
Lasiorhinus latifrons.

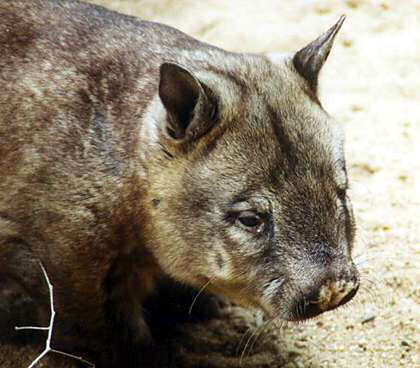
Lasiorhinus krefftii.

Lasiorhinus é um gênero da família dos vombates da infraclasse dos marsupiais.
Existem duas espécies que são encontradas na Austrália:
- Lasiorhinus krefftii (wombat-de-nariz-peludo-do-norte)
- Lasiorhinus latifrons (wombat-de-nariz-peludo-do-sul)

Lasiorhinus krefftii é classificado pela União Internacional para a Conservação da Natureza e dos Recursos Naturais como criticamente ameaçado.